# Roxa
Roxa – polski zespół muzyczny powstały w kwietniu 1984 w Warszawie, grająca nową falę i new romantic.

## Historia
Zespół debiutował w warszawskim klubie „Hades”. W 1984 roku zespół wystąpił na festiwalu w Jarocinie. W konkursie Savitoru w 1985 roku na najlepsze nowe zespoły muzyczne zespół zajął II miejsce (ex. z Made in Poland i Chwilą Nieuwagi). Nagrodą było 60 tys. złotych oraz nagranie jednego utworu do składanki. Zdecydowano, że umieszczony zostanie utwór „A ona tańczy” do albumu Sztuka latania. Piosenka „A ona tańczy” odniosła chwilowy sukces; piosenkę wypromowała m.in. Lista przebojów Programu Trzeciego. W 1987 roku ukazał się debiutancki i jedyny album – Roxa. Zespół rozwiązano na początku lat 90.
Większość nagrań zespołu została wznowiona w 2018 jako Aleja marzeń. Antologia 1984-1986 nakładem GAD Records.

## Muzycy
- Zbigniew Ciszewski – gitara, wokal (pierwszy skład zespołu[5])
- Mariusz Wojeński – syntezatory, wokal (pierwszy skład zespołu)
- Piotr Prusiński – gitara basowa, wokal (pierwszy skład zespołu)
- Piotr Urbanek – gitara basowa, wokal
- Piotr Spaltenstein – saksofon (pierwszy skład zespołu)
- Robert Olejnik – perkusja (pierwszy skład zespołu)
- Paweł Lewiński – śpiew
- Waldemar Szoff – gitara
- Janusz Ostrowski – gitara basowa
- Zbigniew Niewiadomski – perkusja
- Robert Szambelan – perkusja
- Bartłomiej Kresa – flet
- Zbigniew Kondratowicz- wokal[6]
- Tomasz Jackowiak- instrumenty klawiszowe[6]
- Adam Zenek Siemierzewicz - gitara

## Dyskografia

### Albumy studyjne
- Roxa (1987, PZN ZWiN KM 028) - kaseta

### Single
- Ostatni raz / Rajskie ogrody (1985, Tonpress S-552)

### Kompilacje
- Rożni wykonawcy - Sztuka latania (1985, Savitor SVT 015) - utwór "A ona tańczy"
- Aleja marzeń. Antologia 1984-1986 (2018, GAD Records GAD CD 076)